# Bilmusik (album)
Bilmusik är hiphopgruppen Frottés andra album, släppt 2005.
Gäster på skivan är bl.a. Don Krille, Maria Törnqvist från Moder Jords Massiva och Cajsalisa Ejemyr. Skivan visar en lite mörkare sida av Frotté , än föregångaren Den stora daldansen.

## Låtlista
1. Intro
2. Bilmusik
3. Växelvis framryckning (med Don Krille)
4. Självkritik
5. Kolla ringen (med Cajsalisa Ejemyr)
6. I bilen
7. Man 20+ söker
8. I bilen
9. Jaaa!
10. I bilen
11. Live
12. Tre vise män (med tal av Radikal)
13. I bilen
14. Rösterna i rummet (med Don Krille)
15. Civilkurage (med Maria Törnqvist)
16. Mamma, jag kommer hem
17. I bilen
18. Svackor
19. I bilen
20. Vardagsjältar (med Ozo)
21. Utro